# アルベール・ギョーム
アルベール・ギョーム（Albert Guillaume、1873年2月14日 - 1942年8月10日）はフランスの画家、イラストレーターである。ベル・エポックの時代に多くのポスターや漫画を描いた。

## 略歴
パリで生まれた。父親は建築家のエドモン・ギョームである。当時のポスターの大家、ジュール・シェレの影響を受けて、劇場や広告ポスターの製作を始めた。この時代に描いたポスターは後年、ベル・エポック時代のポスター256枚を集めて出版された「ポスター芸術の巨匠たち」（"Les Maîtres de l'Affiche"）に2点が選ばれている。同時にパリの上流階級の肖像画も描いた。
パリの雑誌、「ジル・ブラス」や「ル・リール」、「フル・フル」、「ラシエット・オ・ブール」、「illustrated Le Figaro」、「Le Pays de France」などの雑誌に掲載された漫画(戯画)で有名になった。ギョームのイラスト集は Jules Tallandier、Ernest Maindron 、Henri Simonisなどの出版社から出版された。劇作家のジョルジュ・クールトリーヌが序文を書いた "My Campaigns" (1896)を含む3冊の軍事画集を出版した。
政治家のジョルジュ・クレマンソーを風刺したイラストも描いた。1900年のパリ万国博覧会では"Théâtre des Bonshommes Guillaume"と名付けたアトラクションを製作した。
引退後はドルドーニュ県の小さな村、Fauxで暮らし、1942年に没した。

## 作品

### 商業美術

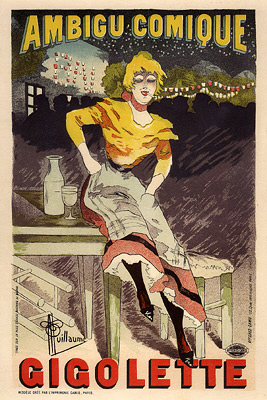
劇場のポスター
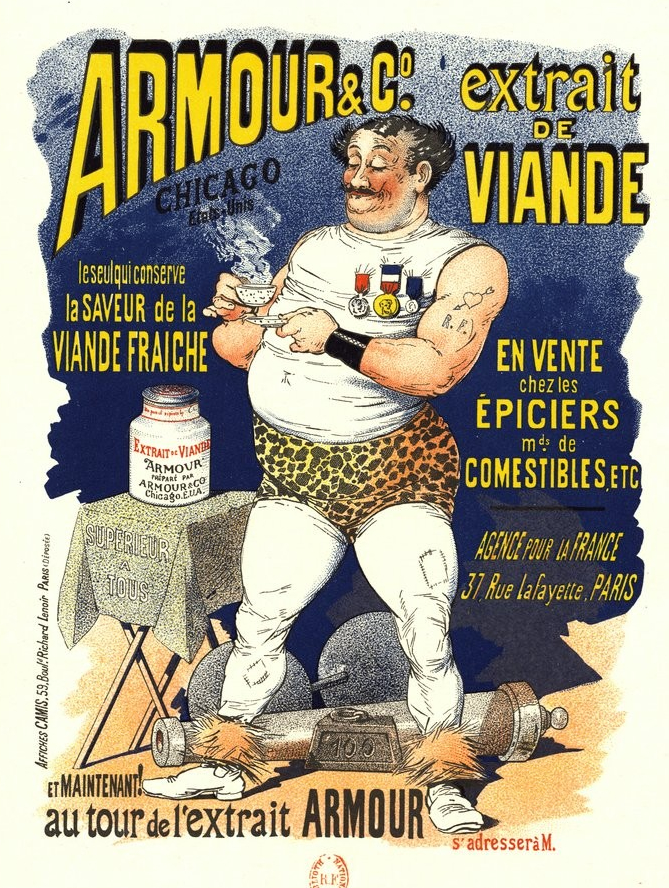
商品ポスター
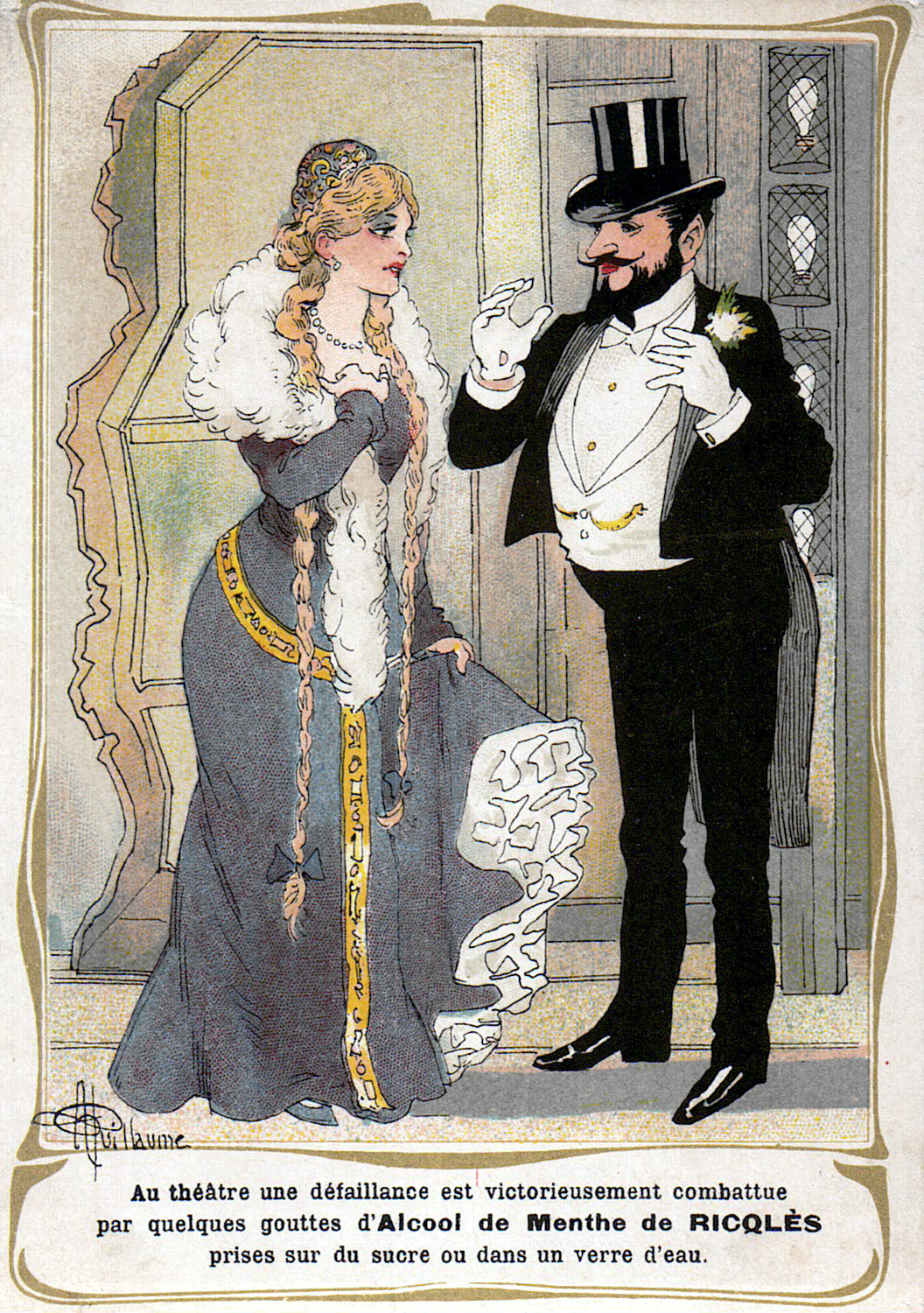
商品ポスター
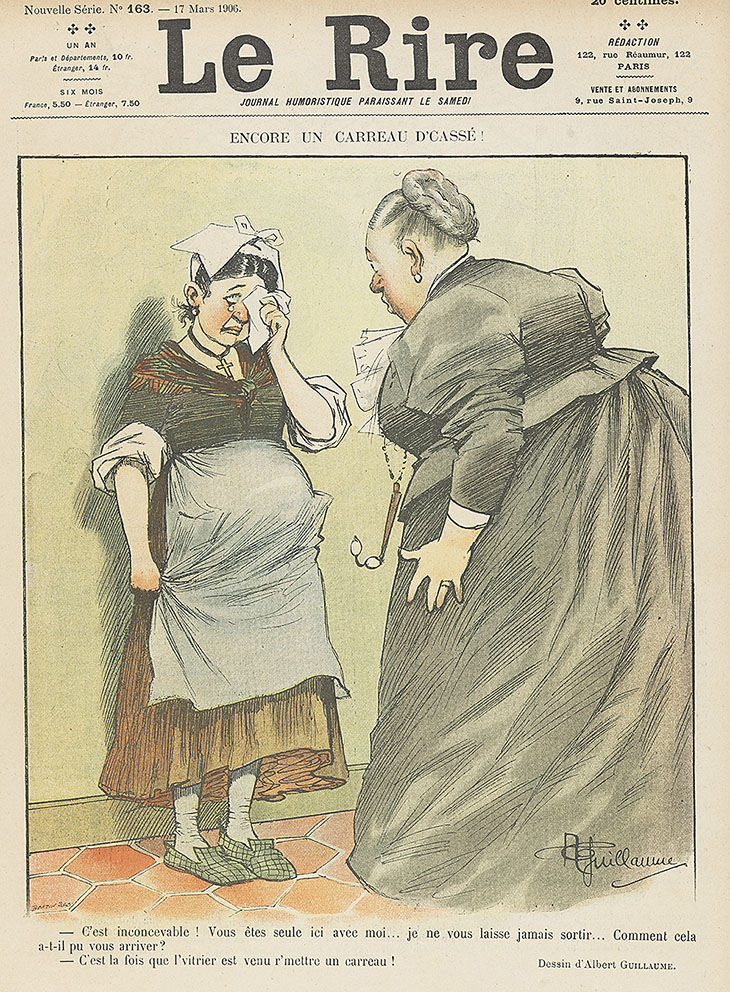
雑誌「Le Rire」の表紙絵
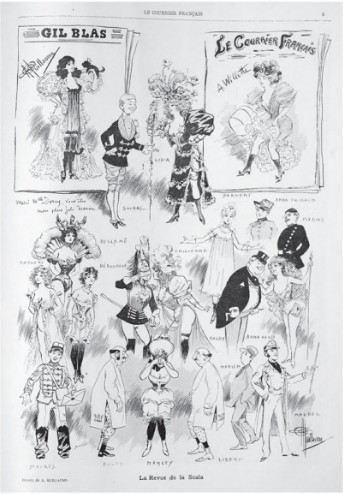

### その他作品

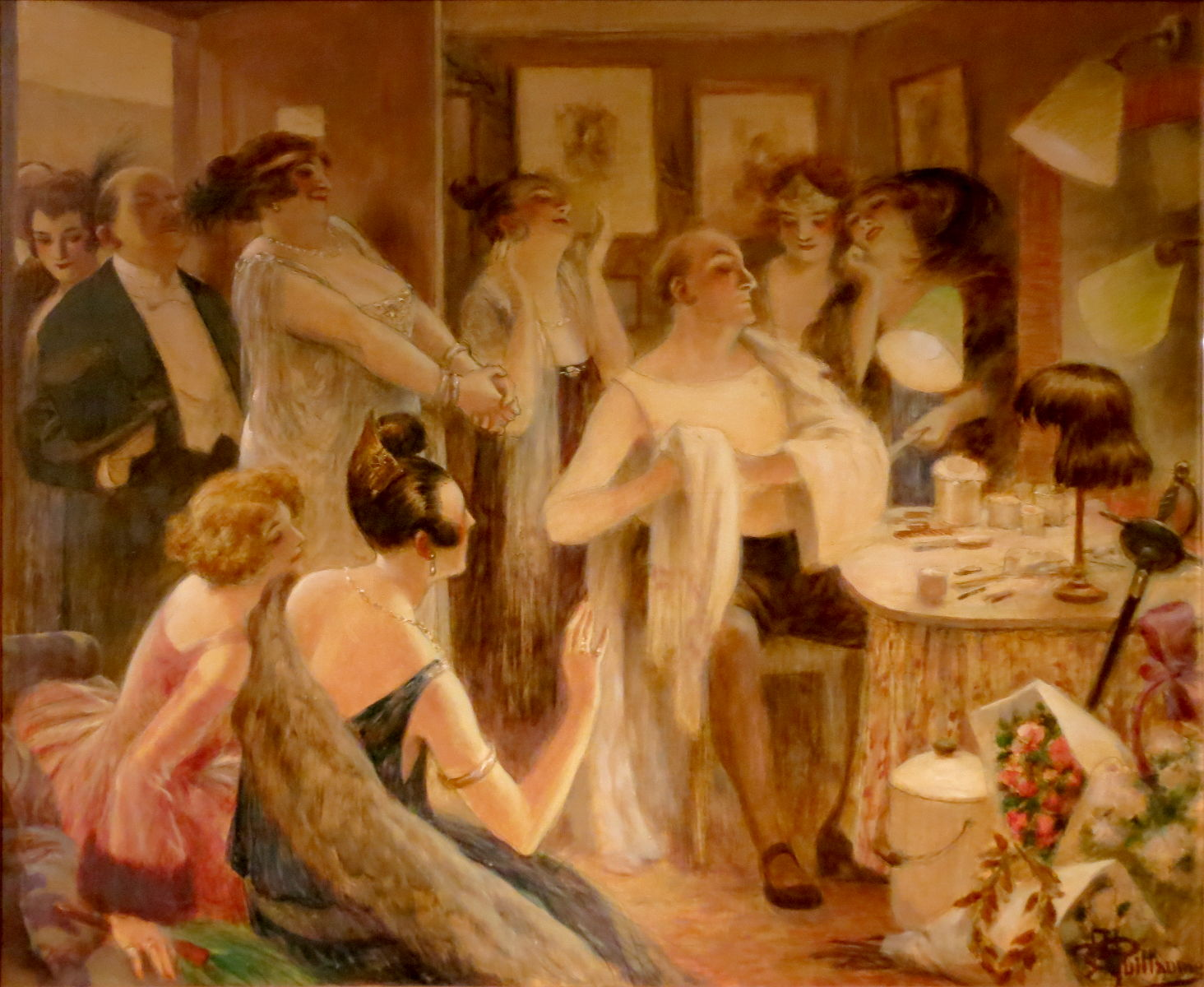
油絵
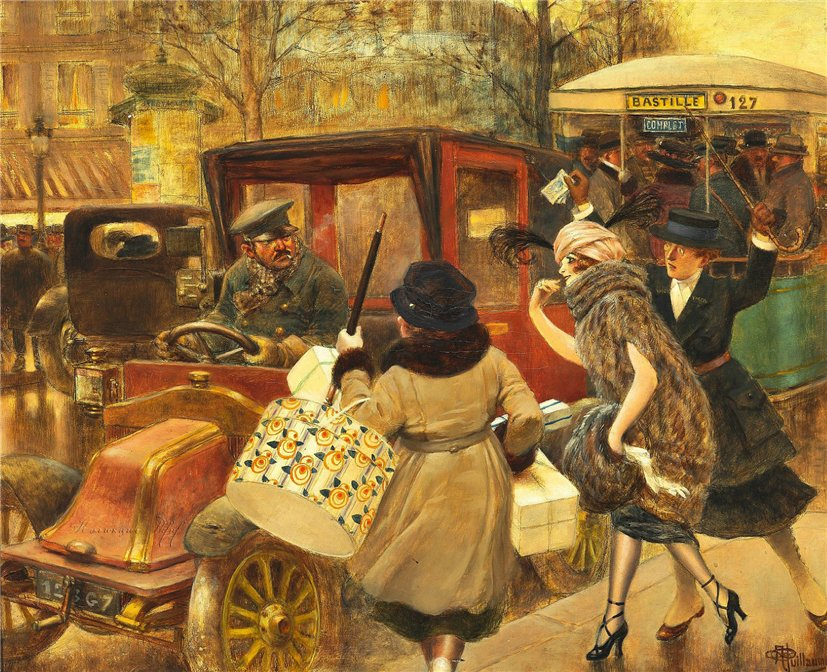
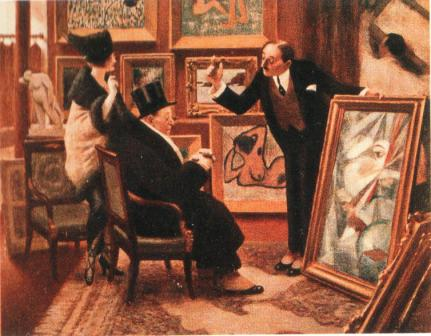
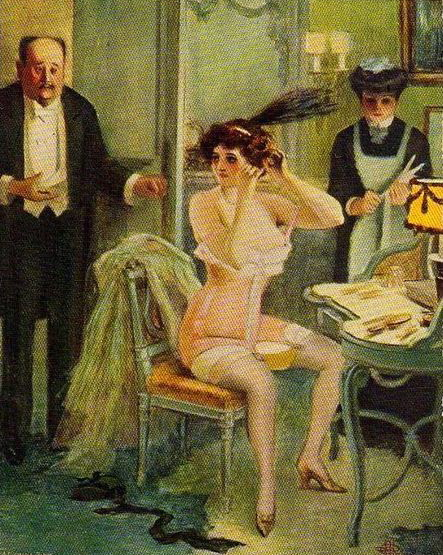